# Universidad Lumière-Lyon II
La Universidad Lumière o Universidad de Lyon II es una universidad nacional francesa situada en la ciudad de Lyon. Es una de las tres universidades originada de la división de la Universidad de Lyon a raíz de la ley Edgar Faure de 1968. Forma alrededor de 28  mil alumnos en el dominio de las ciencias humanas.

## Historia

### División de la Universidad de Lyon II

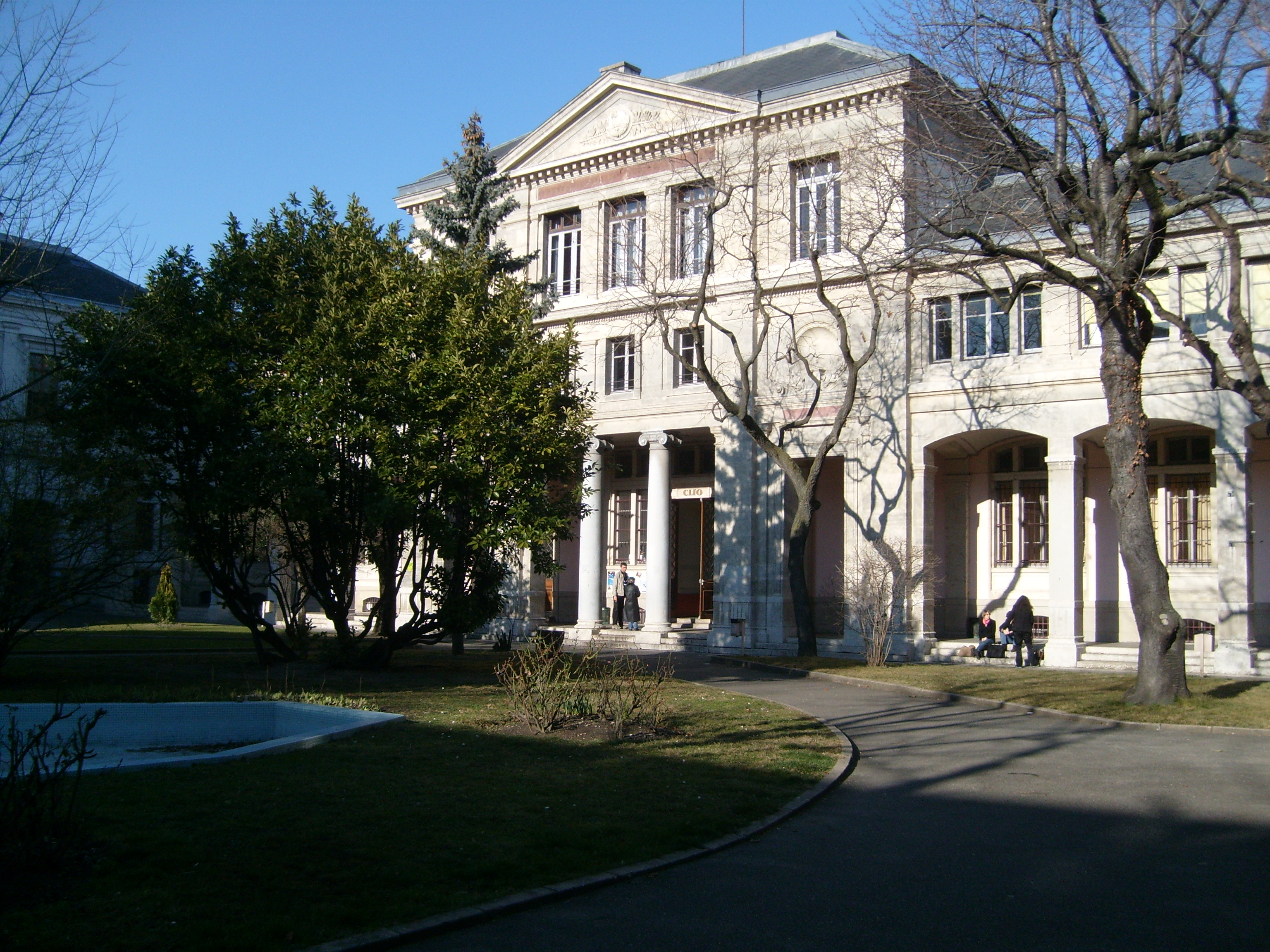
Entrada principal del Campus de Lyon, Quai du Rhône

Hasta el mes de julio de 1973, la Universidad Lyon II comprendía las áreas de ciencias humanas, sociales, jurídicas y económicas. En esta fecha sucede una división como consecuencia de los episodios violentos de mayo de 1968 ( al cabo de los mismos, un comisario de policía muere, atropellado por un camión). La Universidad de Lyon III es creada. Aún hoy en día estas dos universidades mantienen sus reservas en cuanto a las razones de su división.